# Servicio de Seguridad de Ucrania
El Servicio de Seguridad de Ucrania (en ucraniano: Служба безпеки України, transliterado Sluzhba bezpeky Ukrayiny) es la agencia de seguridad nacional ucraniana. El acrónimo SBU es el nombre común empleado por los ucranianos para referirse a los servicios secretos.

## Misión
El Servicio de Seguridad de Ucrania está investido, dentro de su competencia definida por la ley, con la protección de la soberanía nacional, el orden constitucional, la integridad territorial, el crecimiento económico, científico, técnico y de defensa de Ucrania, los intereses legales del estado y los derechos civiles, de las actividades de inteligencia y subversión de los servicios especiales extranjeros y de la interferencia ilícita intentada por determinadas organizaciones, grupos e individuos, así como con la garantía de la protección de los secretos de Estado.
Otras funciones incluyen la lucha contra los delitos que ponen en peligro la paz y la seguridad de la sociedad, el terrorismo, la corrupción y las actividades delictivas organizadas en la esfera de la gestión y la economía, así como otros actos ilícitos que amenazan inmediatamente los intereses vitales de Ucrania.
Desde 2014, el SBU realiza asesinatos selectivos de personas opuestas a los intereses del gobierno de Ucrania, principalmente separatistas prorrusos y ultranacionalistas rusos.

## Historia
El SBU fue creado el 20 de septiembre de 1991, justo después de que Ucrania ganara su independencia, y es heredero de la antigua sección ucraniana del KGB. Durante sus primeros años mantuvo a la mayor parte del personal procedente de la etapa soviética.
En 2004, el Departamento de inteligencia del SBU fue reorganizado en una agencia independiente que se denominó Servicio de Inteligencia Exterior de Ucrania (SZR), siendo responsable tanto de la inteligencia exterior como de la seguridad exterior.
Revolución de 2014
En febrero de 2014, numerosos documentos, discos duros y memorias USB, incluyendo datos sobre más de 22.000 agentes e informantes, fueron robados o destruidos en una redada en la SBU presuntamente ordenada por el presidente Víktor Yanukóvich. El 8 de abril de 2014, el nuevo director del Archivo estatal del SBU, Ígor Kulik, anunciaba la apertura al público de los documentos archivados entre 1918 y 1991.
Después de la huida y posterior destitución de Yanukóvich en la revolución ucraniana de febrero de 2014, el nuevo jefe del SBU, Valentýn Nalyváichenko, afirmó haber encontrado su nuevo edificio de oficinas vacío, asegurando que "los antiguos líderes de la agencia habían huido a Rusia o Crimea. No había archivos operativos, ni armas. Institucionalmente, el lugar quedó totalmente destruido ". Nalyváichenko también afirmó que en ese momento la agencia estaba fuertemente infiltrada por espías rusos. De hecho, el predecesor de Nalyváichenko, Oleksandr Yakymenko, apareció en Rusia unos días después con unos 15 ex altos funcionarios del SBU.
A partir de la huida y posterior destitución de Yanukóvich, la CIA estadounidense empezó a tejer lazos con el SBU. Temiendo que los cuatro directorios del SBU estuviesen infiltrados por el FSB ruso, la CIA creó a partir de cero un quinto directorio dedicado a actividades contra Rusia. Más adelante se creó un sexto directorio para colaborar con el MI6 británico.
Reforma de 2021
A lo largo de los años, el SBU ha sido acusado en numerosas ocasiones de corrupción y tráfico de influencias. El proyecto de ley de reforma de la SBU prevé una serie de cambios importantes en los servicios de seguridad de Ucrania. Fundamentalmente, eliminará el departamento de anticorrupción y crimen organizado, uno de los más corrompidos. Ucrania ha creado agencias específicas para luchar contra la corrupción como la Oficina Nacional Anticorrupción (NABU) y la Oficina Estatal de Investigaciones (SBI). También se espera reducir el elevado número de empleados de 27.000 a 17.000 en cuatro años. Actualmente, Ucrania tiene el mayor servicio de seguridad de Europa por número de agentes.
2022 - actualidad
La actividad del SBU contra el Servicio Federal de Seguridad de Rusia y sus agentes se ha intensificado desde la invasión rusa de Ucrania de febrero de 2022. En particular, ha estado a cargo de los ataques contra el puente de Kerch y de asesinatos selectivos como el de Daria Dúguina.
En abril de 2022, dos generales del SBU fueron destituidos. En julio, fue el propio director del SBU Iván Bakánov quien fue obligado a dimitir por Zelenski por supuesta falta de agresividad contra traidores internos.
En febrero de 2024, fue destituido Román Seménchenko, jefe del Departamento para la Protección del Estado, que estaba siendo investigado por escuchas a unos periodistas.
En abril de 2024, otro escándalo afectó a Ilia Vitiuk, jefe de Ciberseguridad del SBU. Su famillia fue acusada por el periodista Yevhén Shulhat de haber realizado operaciones inmobiliarias ilegales. Un agente del SBU cercano a Vitiuk acosó, junto a dos soldados, al periodista en un centro comercial. El agente fue cesado por Zelenski el 1 de mayo.

## Organización
- Oficina central
- Oficinas regionales
- Centro para la unidad especial Alpha (fuerzas especiales)
- Centro de Contraterrorismo
- Centro de ciberseguridad
- Instituciones Educativas del SBU
- Archivo Estatal del SBU
- Instituto Ucraniano de Investigación de Equipamientos Especiales y Ciencia Forense
- Departamento Médico Militar[12]

## Directores del SBU
|    | Nombre                         | Inicio                   | Final                   | Notas                                         |
| -- | ------------------------------ | ------------------------ | ----------------------- | --------------------------------------------- |
| 1  | Mykola Myjaílovych Holushko    | 20 de septiembre de 1991 | 6 de noviembre de 1991  | Creación del SBU / Independencia de Ucrania   |
| 2  | Yevhén Kyrýlovych Marchuk      | 6 de noviembre de 1991   | 12 de julio de 1994     |                                               |
| 3  | Valeriy Vasýlyovych Málikov    | 12 de julio de 1994      | 3 de julio de 1995      |                                               |
| 4  | Volodýmyr Ivánovych Rádchenko  | 3 de julio de 1995       | 22 de abril de 1998     |                                               |
| 5  | Leonid Vasýlyovych Derkach     | 22 de abril de 1998      | 10 de febrero de 2001   |                                               |
| 6  | Volodýmyr Ivánovych Rádchenko] | 10 de febrero de 2001    | 2 de septiembre de 2003 |                                               |
| 7  | Íhor Petróvych Smeshkó         | 4 de septiembre de 2003  | 4 de febrero de 2005    | Revolución Naranja                            |
| 8  | Oleksandr Turchínov            | 4 de febrero de 2005     | 8 de septiembre de 2005 |                                               |
| 9  | Íhor Vasýlyovych Drizhchany    | 8 de septiembre de 2005  | 22 de diciembre de 2006 |                                               |
| 10 | Valentýn Nalyváichenko         | 22 de diciembre de 2006  | 11 de marzo de 2010     | Interino entre 2006 y 2009                    |
| 11 | Valeriy Ivánovych Joroshkovsky | 11 de marzo de 2010      | 18 de enero de 2012     |                                               |
| 12 | Volodýmyr Rokytsky             | 19 de enero de 2012      | 3 de febrero de 2012    | Interino                                      |
| 13 | Íhor Kalinin                   | 3 de febrero de 2012     | 9 de enero de 2013      |                                               |
| 14 | Oleksandr Yakymenko            | 9 de enero de 2013       | 24 de febrero de 2014   | Revolución del Euromaidán                     |
| 15 | Valentýn Nalyváichenko         | 24 de febrero de 2014    | 18 de junio de 2015     | Protestas prorrusas en Ucrania de 2014 - 2015 |
| 16 | Vasyl Serhíiovych Hrytsak      | 25 de julio de 2015      | 29 de agosto de 2019    |                                               |
| 17 | Iván Hennádiyovych Bakánov     | 29 de agosto de 2019     | 17 de julio de 2022     | Invasión rusa de Ucrania de 2022              |
| 18 | Vasyl Vasýliovych Malyuk       | 17 de julio de 2022      | Actualidad              | Invasión rusa de Ucrania de 2022              |